# Лебанон (Пенсильвания)
Лебанон (англ.  Lebanon) — город и административный центр округа Лебанон в штате Пенсильвания США.

## Описание
Административный центр округа Лебанон с 1813 года. Находится в юго-восточной Пенсильвании, в Лебанон-Валли, в 23 милях (37 км) к востоку от Гаррисберга. Заселённый немецкими иммигрантами в 1720-х годах, он был заложен (ок. 1750 г.) Джорджем Стейцем и изначально назывался Стейцтаун. Позже он был переименован в честь библейского Ливана. Его расположение вблизи знаменитых рудников Корнуолла и других месторождений полезных ископаемых привело к его развитию до Американской революции как центра чёрной металлургии. Его рост был стимулирован строительством канала Юнион (1827 г.) и железной дороги Лебанон-Валли-Бранч (1857 г.). Основные виды производства включают пиломатериалы из твёрдых пород древесины, алюминиевые изделия и др..

## Население
| 2010   | 2020    |
| ------ | ------- |
| 25 477 | ↗26 814 |